# بنين
بنين (بالفرنسية: Benin)‏ أو رسميّاً جمهورية بنين هي دولة تقع في غرب أفريقيا. تحدها من الغرب توغو ومن الشرق نيجيريا ومن الشمال فبوركينا فاسو والنيجر. أما من الجنوب فتطل على خليج بنين، حيث تقع غالبية السكان. عاصمة بنين هي بورتو نوفو، لكن مقر الحكومة يقع في كوتونو أكبر مدينة في البلاد. تغطي بنين مساحة قدرها حوالي 112622 كيلومتر مربع (43484 ميل مربع)، ويبلغ عدد سكانها حوالي 8,800,000. بنين دولة استوائية جنوب الصحراء الكبرى تعتمد اعتمادا كبيرا على الزراعة، حيث توظف قدراً كبيراً من العمالة والدخل في زراعة الكفاف.
اللغة الرسمية في بنين هي الفرنسية ومع ذلك تستخدم عادة لغات السكان الأصليين مثل الفون واليوربا. أكبر مجموعة دينية في بنين هي الكاثوليكية الرومانية، يتبعها الإسلام بنسبة قريبة، والفودون والبروتستانت. بنين عضو في الأمم المتحدة والاتحاد الأفريقي ومنظمة المؤتمر الإسلامي ومنطقة السلام والتعاون جنوب الأطلسي والفرانكوفونية وتجمع دول الساحل والصحراء ورابطة منتجي النفط الأفارقة وسلطة حوض النيجر.
بين القرنين السابع عشر والتاسع عشر حكم أرض بنين الحالية مملكة داهومي. عرفت المنطقة باسم ساحل العبيد في بدايات القرن السابع عشر نظراً لانتشار تجارة الرقيق عبر المحيط الأطلسي. في 1892 تم حظر تجارة الرقيق وتراجعت القوة الإقليمية، فقامت فرنسا بفرض سيطرتها على المنطقة وتسميتها داهومي الفرنسية. في عام 1960، نالت داهومي الاستقلال التام عن فرنسا، ولتقيم حكومة ديمقراطية للسنوات الإثني عشر المقبلة.
بين عامي 1972 و 1990، ظهرت للوجود ديكتاتورية ماركسية لينينية تعرف باسم جمهورية بنين الشعبية، ودخلت البلاد في فترة من القمع الذي أدى في النهاية إلى الانهيار الاقتصادي. تشكلت جمهورية بنين في عام 1991 وجلبت معها انتخابات متعددة الأحزاب.

## أصل التسمية
عرفت البلاد باسم داهومي خلال الفترة الاستعمارية وعند الاستقلال. تم تغيير اسمها في 30 نوفمبر 1975 إلى بنين تيمناً بخليج بنين الذي تقع قبالته، والذي سمي بدوره تيمناً بإمبراطورية بنين. لا ترتبط دولة بنين بصلة مباشرة بمدينة بنين في نيجيريا الحالية ولا ببرونزيات بنين.
اختير الاسم بنين لكونه محايداً. حيث أن مملكة داهومي السابقة كانت تغطي الثلث الجنوبي من البلاد الحالية فقط، وبالتالي لا تمثل المنطقة الشمالية الغربية أتاكورا ولا مملكة بورغو التي غطت الشطر الشمالي الشرقي.
ملحوظة: الاسم بنين يطلق أيضا على ولاية بنين في دولة نيجيريا التي تمد دولة بنين بالقسط الأكبر من الطاقة الكهربائية.

## التاريخ
تشكلت مملكة داهومي من مزيج من الجماعات العرقية في سهل أبومي. يعتقد المؤرخون أنه ربما تسبب انعدام الأمن الناجم عن تجارة العبيد إلى الهجرات الجماعية إلى أبومي الحالية بما في ذلك بعض الأجا وهم من شعب الجبي والذين يعتقد أنهم أسسوا المدينة. اختلط أولئك الأجا الذين عاشوا في أبومي مع شعب فون المحلي وأيضاً شعب جبي مما خلق مجموعة عرقية جديدة تعرف باسم «داهومي». وكانت عاصمتها أبومية
يعتقد بأن شعب جبي يعود لسلالة من المهاجرين الويو. أصبح جانجنيهيسو (و هو من الأسرة الحاكمة لأجا والذي قدم في القرن السادس عشر مع مجموعات الأجا من تادو واستقروا وحكموا ما هو الآن أبومي وألادا وبورتو نوفو) أول حاكم لمملكة داهومي. امتلكت داهومي ثقافة عسكرية هدفت إلى تأمين وتوسيع حدود المملكة الصغيرة وعاصمتها أبومي الحالية.
اشتهرت مملكة داهومي بثقافتها وعاداتها وتقاليدها. دربت في كثير من الأحيان الصبية الصغار ليصبحوا جنوداً وعلمتهم التقاليد العسكرية للملكة حتى ينضموا للقوة البحرية عندما يبلغوا العمر المناسب. عرفت داهومي أيضاً بكتيبة نخبة نسائية تدعى أهوسي أو «أمهاتنا» بلغة فونجبي، والتي عرفها الأوروبيون باسم الداهوميون الأمازونيون. أعطى هذا التركيز على الجانب العسكري والنجاحات التي حققتها المملكة لقب «سبارتا السوداء» من قبل المراقبين الأوروبيين والمستكشفين في القرن التاسع عشر مثل السير ريتشارد بيرتون.
باع ملوك داهومي أسراهم رقيقاً للأوروبيين؛ وإلا فإن أولئك الأسرى قتلوا في حفل يعرف باسم التقليد السنوي. وصلت مكاسب ملوك داهومي منذ 1750 تقريباً نحو 250,000 جنيه استرليني سنوياً جراء تجارة العبيد. رغم أن قادة داهومي ظهروا معارضين لتجارة العبيد بداية، إلا أنها ازدهرت في منطقة داهومي لما يقرب من ثلاث مائة سنة (بدءا من عام 1472 باتفاق تجارة مع التجار البرتغاليين)، مما أعطى المنطقة تسمية «ساحل العبيد». أدت بروتوكولات البلاط الملكي التي تطلبت قطع رؤوس أسرى حروب المملكة إلى تراجع أعداد العبيد المصدرين. تراجع العدد من 20,000 سنوياً في بداية القرن السابع عشر إلى 12,000 في بداية القرن التاسع عشر. كما عاد هذا الانخفاض في جانب منه إلى حظر تجارة الرقيق عبر المحيط الأطلسي من قبل بريطانيا وغيرها البلدان. استمر هذا التراجع حتى عام 1885، عندما غادرت آخر سفينة عبيد برتغالية ساحل جمهورية بنين الحالية.
بحلول منتصف القرن التاسع عشر، بدأت داهومي تفقد مكانتها كقوة إقليمية. وهذا ما مكن الفرنسيين من السيطرة على المنطقة في 1892. في عام 1899، ضم الفرنسيون الأرض التي تعرف باسم داهومي الفرنسية إلى مستعمرة غرب أفريقيا الفرنسية. في عام 1958، منحت فرنسا الاستقلال لجمهورية داهومي والاستقلال التام اعتبارا من 1 أغسطس 1960. كان هوبير ماغا الرئيس الذي قاد البلاد للاستقلال.
على مدى السنوات الاثنتي عشرة القادمة، ساهمت الصراعات العرقية في فترة من الاضطراب. كان هناك العديد من الانقلابات والتبدلات في النظام، مع أربع شخصيات مهيمنة - هوبير ماغا وسورو أبيتي وجوستين أهوماديغبي وإميل ديرلين زينسو - حيث مثل الثلاثة الأوائل مناطق إثنية مختلفة من البلاد. اتفق هؤلاء الثلاثة على تشكيل مجلس الرئاسة بعد أعمال عنف شابت الانتخابات عام 1970.
في 7 مايو 1972، انتقلت السلطة إلى ماغا أهوماديغبي. يوم 26 أكتوبر 1972 أطاح الجنرال ماثيو كيريكو بالثلاثي الحاكم ليصبح الرئيس مشيراً إلى أن البلاد لن «تثقل نفسها بنسخ الأيديولوجية الأجنبية، وأنها لا تريد الرأسمالية ولا الشيوعية ولا الاشتراكية»، وثم في 30 نوفمبر أعلنت البلاد ماركسية رسمياً تحت سيطرة المجلس العسكري للثورة التي أممت صناعة النفط والبنوك. في 30 نوفمبر 1975، سميت البلاد جمهورية بنين الشعبية.
في عام 1979، تم حل لجنة المصالحة الوطنية ورتب كيريكو الانتخابات ليكون المرشح الوحيد المسموح به. أقام علاقات مع جمهورية الصين الشعبية وكوريا الشمالية وليبيا، ووضع ما يقرب من جميع الشركات والأنشطة الاقتصادية تحت سيطرة الدولة مما تسبب في جفاف الاستثمار الأجنبي في بنين. حاول كيريكو إعادة تنظيم التعليم، مما أدى إلى نزوح جماعي للمعلمين جنبا إلى جنب مع عدد كبير من غيرهم من المهنيين. مول النظام نفسه عن طريق التعاقد بتصريف النفايات النووية الفرنسية.
في عام 1980، تحول كيريكو إلى الإسلام وغير اسمه الأول إلى أحمد ومن ثم غير اسمه مرة أخرى مدعيا أنه ولد مسيحياً من جديد.
في عام 1989، اندلعت أعمال شغب لأن النظام لم يكن لديه المال لدفع مرتبات الجيش وانهار النظام المصرفي. في النهاية تخلى كيريكو عن الماركسية. كما أجبرت اتفاقية كيريكو على إطلاق سراح السجناء السياسيين وتنظيم انتخابات.
تم تغيير اسم البلاد إلى جمهورية بنين في 1 مارس 1990 حالما اكتمل تشكيل دستور البلاد بعد إلغاء الماركسية اللينينية في 1989. في عام 1991، خسر كيريكو الانتخابات لصالح نيسيفور سوغلو، وأصبح أول رئيس أفريقي أسود يتنحى بعد الانتخابات. عاد كيريكو إلى السلطة بعد فوزه في الانتخابات عام 1996. في عام 2001، أسفرت نتائج الانتخابات المتقاربة جداً بفوز كيريكو بولاية أخرى، وبعد ذلك ادعى خصومه وجود مخالفات انتخابية.
لم يترشح كيريكو والرئيس السابق سوغلو لانتخابات عام 2006، حيث منعا بقيود الدستور من حيث شروط المرشحين للرئاسة. أشيد بكيريكو على نطاق واسع لعدم بذله أي جهد لتغيير الدستور بحيث يتمكن من البقاء في منصبه مرة أخرى على عكس العديد من الزعماء الافارقة.
يوم 5 مارس 2006، عقدت انتخابات اعتبرت حرة ونزيهة. أسفرت الانتخابات عن جولة الإعادة بين بوني يايي وادريان هونغبيدجي. حصلت انتخابات الإعادة يوم 19 مارس وفاز بها بوني الذي تولى منصبه يوم 6 أبريل. حصد نجاح الانتخابات العادلة متعددة الأحزاب في بنين الثناء على الصعيد الدولي. يعتبر قلة أن بنين نموذج للديمقراطية في أفريقيا، رغم سجلها الديمقراطي القصير.

## السياسة والقوات المسلحة
تدور السياسة في بنين في إطار جمهورية رئاسية ديمقراطية تمثيلية، حيث رئيس بنين على حد سواء رئيس الدولة ورئيس الحكومة في إطار نظام متعدد الأحزاب. تمارس السلطة التنفيذية من قبل الحكومة. بينما تناط السلطة التشريعية في كل من الحكومة والبرلمان. السلطة القضائية مستقلة عن السلطتين التنفيذية والتشريعية. يستمد النظام السياسي من دستور عام 1990 والانتقال لاحقا إلى الديمقراطية في 1991.
في تقريرها عن حرية الصحافة لعام 2007، وضعت مراسلون بلا حدود بنين في المرتبة 53 من أصل 169 بلدا.
سجلت بنين رصيداً عالياً في مؤشر إبراهيم للحكم الرشيد لعام 2008 في أفريقيا والذي يقيس حالة الحكم عبر القارة. كانت في المرتبة 13 من بين 48 دولة أفريقية جنوب الصحراء الكبرى، وسجلت رصيداً جيداً في فئات السلامة والأمن والمشاركة وحقوق الإنسان.
تتكون القوات المسلحة في بنين من ثلاثة فروع وهي القوة البرية والقوة البحرية وسلاح الجو. يبلغ تعداد أفرادها 5000. سن التجنيد الإجباري والطوعي في بنين هو 21 عاما ولكن يمكن الالتحاق بالجيش في عمر 18 عاما ويمكن لكل من الذكور والإناث الخدمة في الجيش.

## التقسيمات الإدارية
تقسم بنين إلى 12 منطقة إدارية، وهي بدورها مقسمة إلى 77 بلدية و545 دائرة.

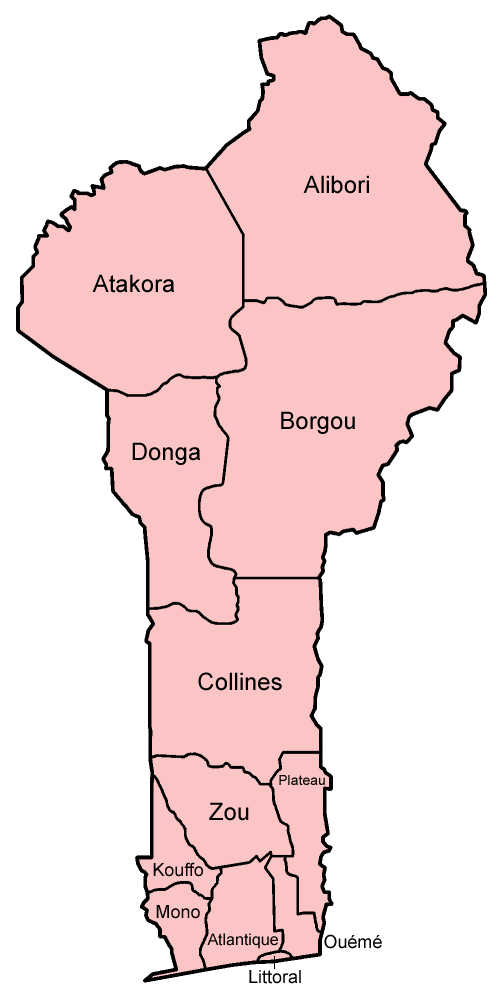
مديريات بنين

| #  | اسم              | العاصمة                   | الموقع        | ملاحظة           |
| -- | ---------------- | ------------------------- | ------------- | ---------------- |
| 1  | إدارة أليبوري    | كاندي (بنين) [الإنجليزية] | الشمال        | أكبر مديرية      |
| 2  | إدارة أتاكورا    | ناتيتانغو                 | الشمال الغربي | الأعلى جبالاً     |
| 3  | إدارة أتلانتيك   | أويدا (بنين) [الإنجليزية] | الجنوب        |                  |
| 4  | إدارة بورغو      | باراكو                    | الشرق         |                  |
| 5  | إدارة كولاينيس   | سافالو [الإنجليزية]       | وسط البلاد    |                  |
| 6  | إدارة دونجا      | دجوغو (بنين) [الإنجليزية] | الغرب         |                  |
| 7  | إدارة كوفو       | دوجبو توتا [الإنجليزية]   | الجنوب الغربي |                  |
| 8  | الإدارة الساحلية | كوتونو                    | الجنوب        | أصغر مديرية      |
| 9  | إدارة مونو       | لوكوسا [الإنجليزية]       | الجنوب        | تنفرد بلغة أبوجي |
| 10 | إدارة أوميه      | بورتو نوفو                | الجنوب        | العاصمة          |
| 11 | إدارة بليتيو     | ساكيتي [الإنجليزية]       | الجنوب الشرقي |                  |
| 12 | إدارة زو         | أبومية                    | وسط البلاد    |                  |

## الجغرافيا

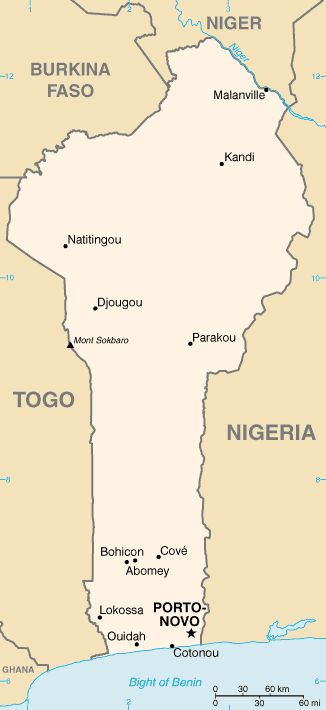
خريطة بنين

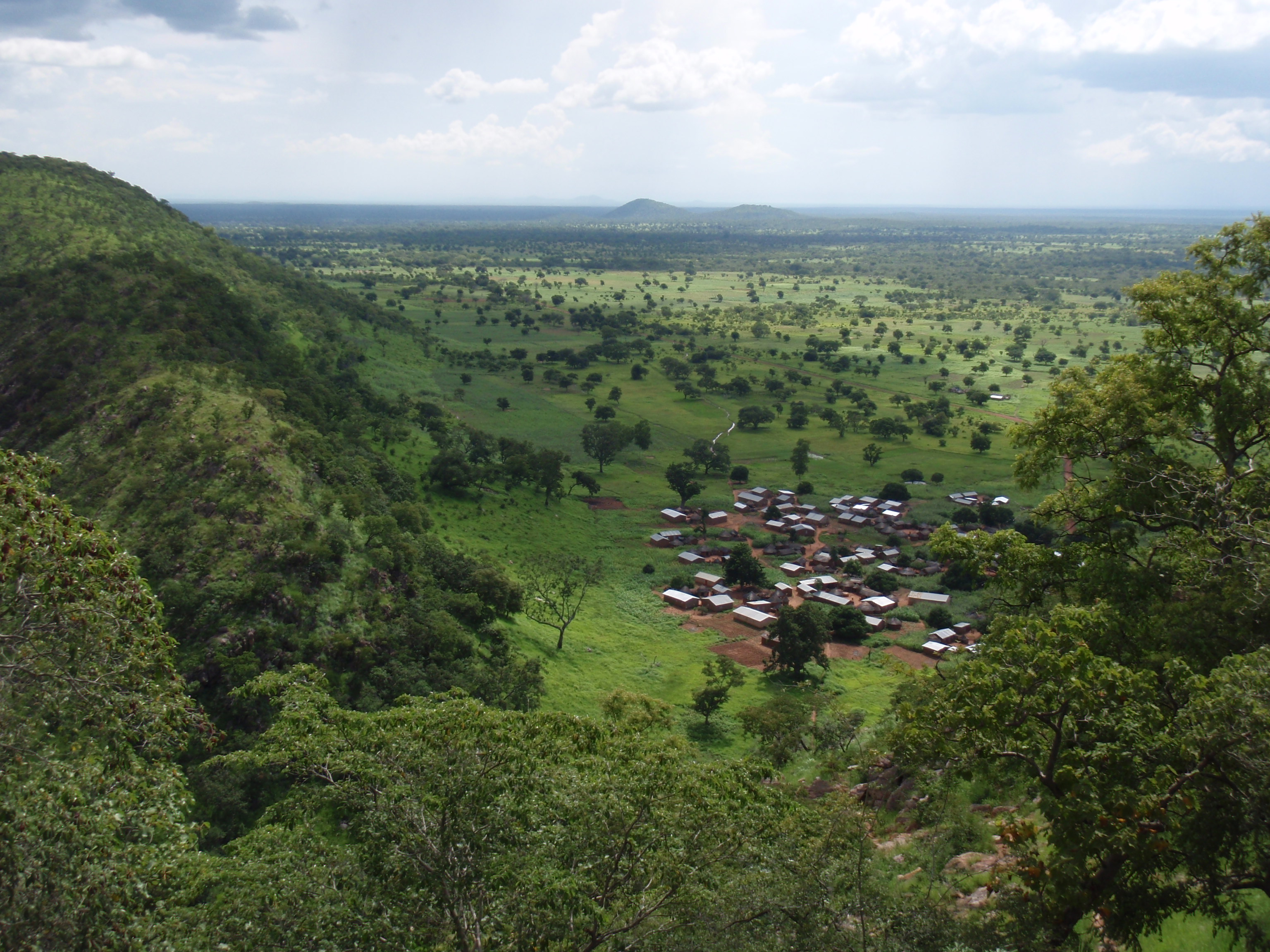
أتاكورا.

بنين دولة على شكل شريط ضيق يمتد من الشمال إلى الجنوب في غرب أفريقيا، تقع بين خط الاستواء ومدار السرطان. تحدها توغو من الغرب وبوركينا فاسو والنيجر في الشمال ونيجيريا من الشرق وخليج بنين إلى الجنوب.
تبلغ مساحتها 112,622 كم2 (43,484 ميل مربع)، حيث تمتد من نهر النيجر في الشمال إلى المحيط الأطلسي في الجنوب بمسافة 650 كم (404 ميل). على الرغم من طول الساحل 121 كم (75 ميل) فإن أعرض منطقة في البلاد نحو 325 كيلومترا (202 ميل) تقع في الشمال.
بنين واحدة من أصغر البلدان في غرب أفريقيا، وهي ثماني مرات أصغر من نيجيريا جارتها الشرقية. إلا أنها أكبر بمرتين من توغو جارتها الغربية.
يظهر اختلاف بسيط في ارتفاع اليابسة عن مستوى سطح البحر في البلاد، ويمكن تقسيمها إلى أربع مناطق من الجنوب إلى الشمال. تبدأ بالمنخفضة الرملية الساحلية (أعلى ارتفاع 10 متر (32.8 قدم)) والذي يبلغ عرضه على الأكثر 10 كم (6.2 ميل). تتخلله المستنقعات والبحيرات المرتبطة بالمحيط. وراء الساحل تقع غابات السافانا وفسيفساء الهضاب المغطاة (ارتفاع بين 20 و 200 م (66 و 656 قدم)) والتي تقسمها الوديان التي تمتد من الشمال إلى الجنوب على طول أنهار كوفو وزو وأوميه.
يتلو ذلك مساحة من الأراضي المنبسطة التي تحتوي أيضا على التلال الصخرية التي نادرا ما تصل إلى ارتفاع 400 متر (1312 قدم) تمتد حول نيكي وسايف. وأخيرا، مجموعة من الجبال تمتد على طول الحدود الشمالية الغربية وضمن توغو. هذه جبال أتاكورا وتوجد أعلى نقطة في جبل سوكبارو بارتفاع 658 متر (2159 قدم).
تحتوي بنين على الأراضي البور وأشجار المانغروف وبقايا بعض الغابات الكبيرة. تغطي بقية البلاد السافانا مع الأدغال الشائكة وتتخللها أشجار الباوباب الضخمة. بعض الغابات تمتد على ضفاف الأنهار. في الشمال والشمال الغربي من بنين توجد بعض المحميات الطبيعية والحديقة الوطنية التي تجذب السياح الذين يتوقون لرؤية الفيلة والأسود والظباء وأفراس النهر والقردة.
مناخ بنين حار ورطب. معدل هطول الأمطار السنوي في المتوسط للمناطق الساحلية 360 ملم (14.2 في) وهي ليست عالية مقارنة بدول غرب أفريقيا الساحلية.
في بنين موسمان للأمطار وآخران من مواسم الجفاف سنوياً. موسم الأمطار الرئيسي بين أبريل-يوليو. مع فترة أقصر أقل كثافة من الأمطار من أواخر أيلول / سبتمبر إلى نوفمبر. موسم الجفاف الرئيسي هو من ديسمبر-أبريل. مع برودة الجو والجفاف لفترة قصيرة أخرى من أواخر تموز / يوليو إلى أيلول / سبتمبر. درجات الحرارة والرطوبة مرتفعة على طول السواحل الاستوائية. في كوتونو، درجة الحرارة القصوى المتوسطة 31 درجة مئوية (87.8 درجة فهرنهايت) والحد الأدنى هو 24 درجة مئوية (75.2 درجة فهرنهايت).
كما أن هنالك اختلافات في ارتفاع درجة الحرارة عندما تتحرك شمالا عبر السافانا والهضبة نحو الساحل. تهب رياح جافة من الصحراء من ديسمبر-مارس. خلالها يجف العشب والنباتات تتحول إلى البني المحمر، وطبقات من الغبار الناعم تخيم على البلاد مما يتسبب في سماء ملبدة بالغيوم. وهو أيضا الموسم الذي يحرق فيه المزارعون الحقول بعد حصادها.

## الاقتصاد
اقتصاد بنين ما زال في مرحلة التطور ويعتمد على الزراعة، وإنتاج القطن والتجارة الإقليمية. ويبلغ وارد القطن 40% من الناتج المحلي الإجمالي وحوالي 80% من عائدات التصدير الرسمية. بلغ متوسط النمو في الناتج الحقيقي حوالي 5% في السنوات السبع الماضية، ولكن النمو السكاني السريع لا يتناسب مع دخل البلد ومع هذه الزيادة. تراجع التضخم على مدى السنوات العديدة الماضية. تستخدم بنين فرنك س ف ا كعملة رسمية، وهو مربوط إلى اليورو.
تخطط بنين لجذب المزيد من الاستثمار الأجنبي من أجل المزيد من النمو. هنالك زيادة في التركيز على السياحة وتسهيل وضع نظم جديدة لتجهيز الأغذية والمنتجات الزراعية، وتشجيع التكنولوجيا الجديدة للمعلومات والاتصالات. برزت مشاريع لتحسين مناخ الأعمال من خلال إصلاحات لنظام حيازة الأراضي، ونظام العدالة التجارية. قدمت الولايات المتحدة لبنين 307 ملايين دولار منحة حساب تحدي الألفية الذي وقع في فبراير 2006.
خفض نادي باريس والدائنون الآخرون الديون الخارجية لبنين وقد أعلن عنها في يوليو 2005، في حين يجري الضغط لتسريع الإصلاحات الهيكلية. تشكو بنين من عدم كفاية الإمدادات الكهربائية التي لا تزال تؤثر سلبا على النمو الاقتصادي، على الرغم من أن الحكومة في الآونة الأخيرة قد اتخذت خطوات لزيادة الإنتاج المحلي من الطاقة.
على الرغم من أن النقابات العمالية في بنين تمثل ما يصل إلى 75% من قوة العمل الرسمية، فقد لاحظ الاتحاد الدولي للنقابات أن هناك الكثير من المشاكل المستمرة، بما في ذلك عدم المساواة في الأجور للمرأة واستخدام عمالة الأطفال وقضية استمرار العمل القسري.
بنين عضو في منظمة تنسيق قانون الأعمال في أفريقيا (أوهادا).
يعد مرفأ كوتونو الميناء الوحيد في البلاد والمطار الدولي الوحيد أيضاً. يوجد ميناء جديد قيد البناء حالياً بين كوتونو وبورتو نوفو. تعد بنين رابطاً للطرق المؤدية بين الدول المجاورة (توغو وبوركينا فاسو والنيجر ونيجيريا). خدمة الهاتف الجوال متوفرة في جميع أنحاء البلاد من خلال مختلف المشغلين. اتصالات ASDL تتوفر في بعض المناطق. ترتبط بنين بالإنترنت عن طريق الأقمار الصناعية للاتصالات (منذ 1998) وكابل بحري واحد SAT-3/WASC (منذ 2001)، الأمر الذي رفع سعر هذه الاتصالات. من المتوقع بدء كابل ساحل أفريقيا-أوروبا في عام 2011.
حالياً، يعيش ما يقرب من ثلث السكان تحت خط الفقر وهو بحدود 1.25 دولار أمريكي في اليوم الواحد.

## الديموغرافيا
يعيش غالبية سكان بنين في الجنوب. أغلب السكان من الشباب مع مأمول العمر نحو 59 عاماً. يعيش حوالي 42 مجموعة عرقية أفريقية في هذا البلد، حيث استقرت هذه المجموعات المختلفة في بنين في أوقات مختلفة وهاجرت أيضاً داخل البلد. تشمل المجموعات العرقية اليروبا في جنوب شرق البلاد (هاجرت من نيجيريا في القرن الثاني عشر)، وديندي في منطقة شمال وسط (جاؤوا من مالي في القرن السادس عشر)، وباريبا والفولبي (بيول) في شمال شرق البلاد، وبيتاماريبي والسومبا في مدى أتاكورا؛ الفون في المنطقة المحيطة بأبومي في الوسط الجنوبي والمينا والزويدا والأجا (الذين جاؤوا من توغو) على الساحل.
جلبت الهجرات الحديثة مواطنين أفارقة آخرين إلى بنين من نيجيريا وتوغو ومالي. تضم الجالية الأجنبية أيضاً العديد من اللبنانيين والهنود الذين يعملون في التجارة. بينما يشكل موظفو السفارات والبعثات الأوروبية والمنظمات الإنسانية وغير الحكومية والجماعات التبشيرية المختلفة نحو 5500 شخص في البلاد. يعد جزء صغير من الأوروبيين مواطنين في بنين وهم من أصل فرنسي، حيث حكم أجدادهم بنين وغادروا بعد الاستقلال.

## الصحة

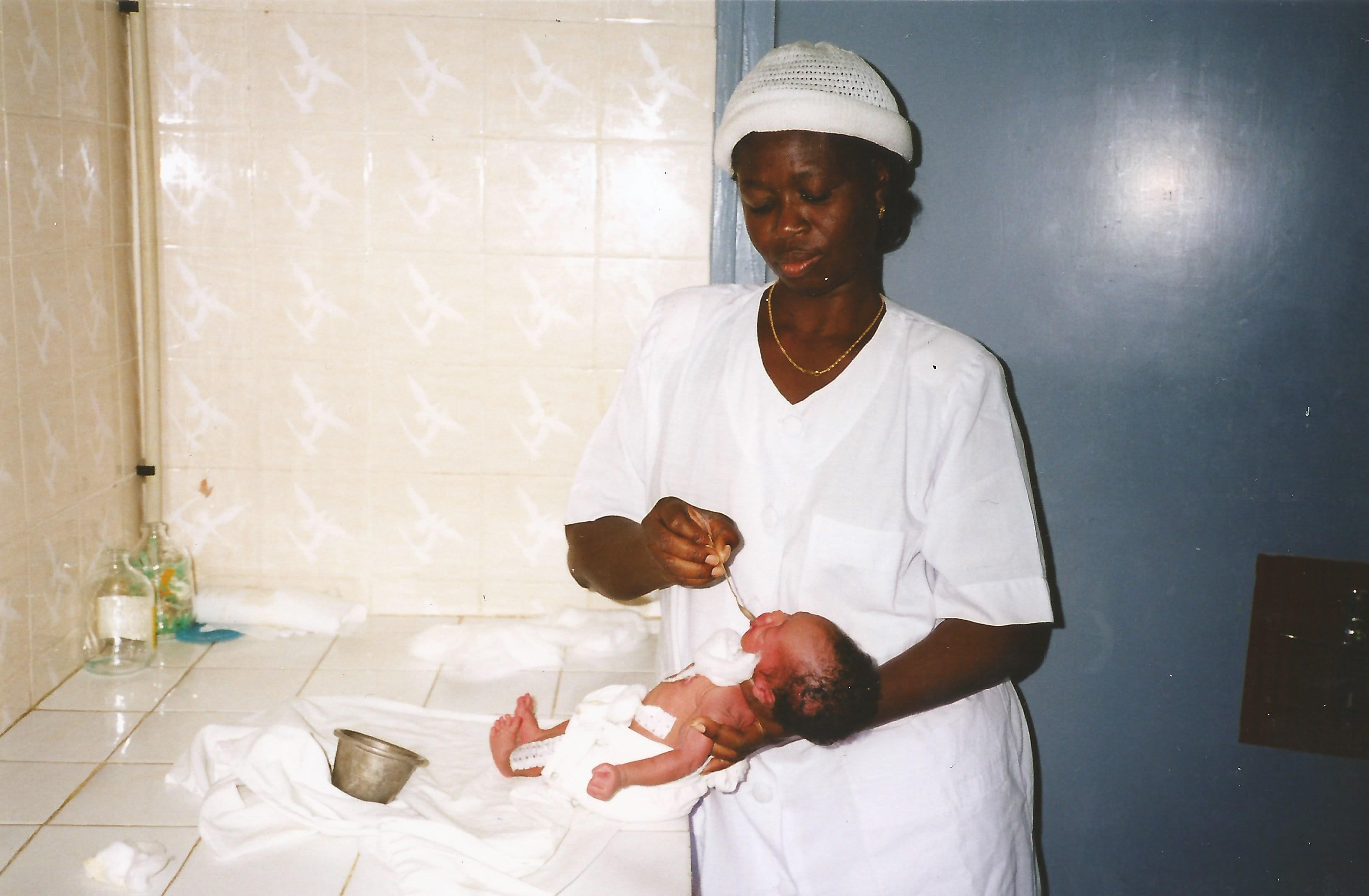
الرعاية الصحية في بنين: مشهد من مستشفى لاجون في كوتونو (1999)

خلال الثمانينيات، حصل فقط أقل من 30% من السكان على خدمات الرعاية الصحية الأولية. عانت بنين من واحد من أعلى معدلات وفيات الأطفال دون سن الخامسة في العالم. بلغ معدل وفيات الرضع 203 حالة وفاة لكل 1000 ولادة حية. حصلت واحدة فقط من ثلاث أمهات على خدمات الرعاية الصحية لطفلها. تغير الوضع كثيرًا بفضل مبادرة باماكو عن طريق إدخال إصلاحات في نظام الرعاية الصحية مبنية على المجتمع، مما أدى إلى توفير خدمات أكثر كفاءة وإنصافا. وسعت إستراتيجية شاملة لتشمل جميع مجالات الرعاية الصحية، مع تطوير مؤشرات الرعاية الصحية لاحقاً والتحسن في كفاءة الرعاية الصحية وتكاليفها. أكملت الاستقصاءات الديمغرافية والصحية ثلاثة مسوح في بنين منذ عام 1996.

## الثقافة

### الفنون
يمتلك الأدب البنيني تقليداً شفوياً عريقاً يعود لما قبل الغزو الفرنسي والذي جعل من الفرنسية اللغة الرسمية. كتب فيليكس كوشورو أول رواية بنينية (ليسكلاف) في 1929.
ان العديد من الفنانين البنينيين يقطنون في بلدهم ويشرعون في تنظيم عدة لقاءات محلية ودولية، من بينها بيينالي بنين الذي تنعقد معارضة كل سنتين من شهر نونبر إلى يناير. يعد من أبرز فناني البنين في ميدان التشكيل كل من جورج إدياغبو وميشاك غابا وروميالد هازومي، الذين يشاركون أيضاً في عدد من اللقاءات الدولية.

### الموسيقى
بعد الاستقلال، شهدت البلاد تنوع المشهد الموسيقي وحيويته، حيث تجلت الموسيقى المحلية الشعبية مع موسيقى هايلايف الغانية والكباريه الفرنسي والروك الأمريكي والفنك والسول والرومبا الكونغولية.

### الغناء
ولد كل من المغنية أنجيليك كيدجو والممثل دجيمون هونسو في كوتونو في بنين. أما الملحن والي بادارو والمغني نيوناس بيدرو فهما أيضاً من أصل بنيني.

### اللغة
تستخدم اللغات المحلية كلغات للتعليم في المدارس الابتدائية، بينما تقدم الفرنسية فقط بعد عدة سنوات. عموماً، تكتب اللغات البنينية بأحرف منفصلة لكل صوت من الكلام، بدلاً من استخدام التشكيل كما هو الحال في الفرنسية أو الدغراف كما هو الحال في الإنجليزية. يشمل هذا الأمر لغة اليروبا والتي تكتب في نيجيريا بكل من التشكيل والدغراف. على سبيل المثال، تكتب الحروف الصوتية المتوسطة é è, ô, o بالفرنسية، بينما تكتب e, ɛ, o, ɔ في اللغات البنينية. أما الأحرف الساكنة مثل ng و sh أو ch في اللغة الإنجليزية بينما تكون ŋ و c في اللغات البينينية. مع ذلك يستخدم الدغراف للأحرف الصوتية الأنفية والأحرف الساكنة الشفوية الحلقية kp و gb، كما هو الحال في اسم لغة الفون: فون جبي Fon gbe والتي تلفظ /fõ ɡ͡be/، بينما يستخدم التشكيل كعلامة على اللهجة. في المنشورات باللغة الفرنسية، قد يشاهد مزيج من الكتابة الفرنسية والبنينية.

### التعليم
على الرغم من أن التعليم في بنين لم يكن مجانياً في السابق، إلا أن الرسوم ألغيت وتعمل على تنفيذ توصيات المنتدى التربوي في 2007. محو الأمية أقل من 40% على الرغم من أن الأمية تستهدف النساء خصوصًا.
احتلت بنين المركز 120 في مؤشر الابتكار العالمي عام 2023. وتقدّمت إلى المركز 119 في مؤشر عام 2024.

### الدين
الدين في بنين (تقديرات كتاب حقائق العالم لوكالة المخابرات المركزية 2013)

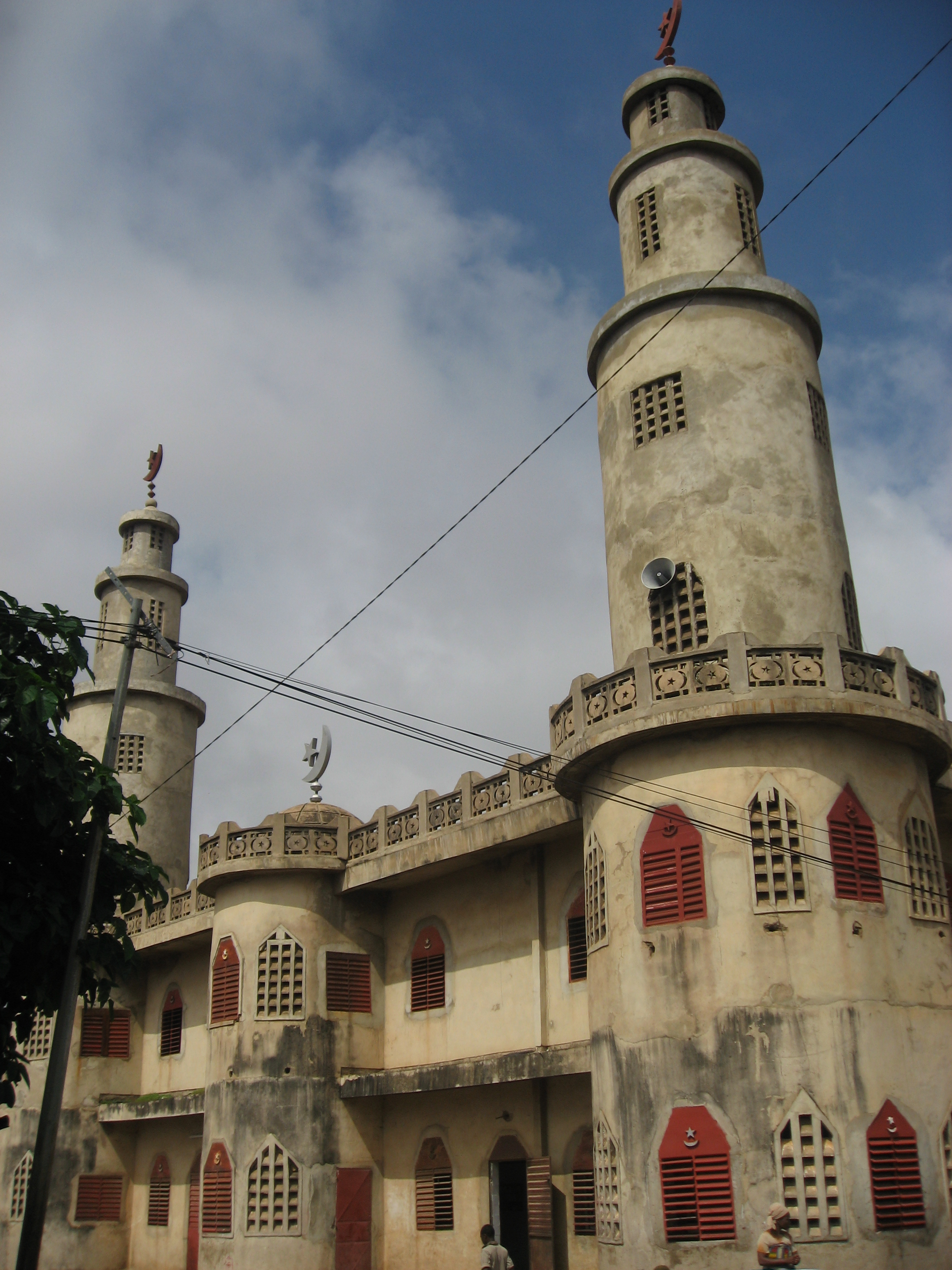
مسجد في باراكو

في تعداد 2013، كان 48.5% من سكان بنين من المسيحيين (25.5% كاثوليك و 6.7% كنيسة المسيح السماوية و 3.4% الميثودية و 12.9% باقي الطوائف المسيحية)، بينما كان 27.7% من المسلمين و 11.6% يمارسون الفودو و 2.6% يعتنقون الديانات التقليدية المحلية و 2.6% من الجماعات الدينية الأخرى و 5.6% من دون انتماء ديني.
تشمل الديانات المحلية الإحيائية المحلية في أتاكورا (محافظات أتاكورا ودونجا) والفودو وتبجيل الأوريشا أو الأوريسا بين شعوب وقبائل اليروبا والتادو في وسط وجنوب البلاد. بلدة أويداه على الساحل الأوسط هي المركز الروحي للفودو في بنين.
أكبر الأديان المقدمة للبلاد هي الإسلام الذي أدخلته إمبراطورية الصونغي وتجار الهوسا والمنتشر حاليا في جميع أنحاء أليبوري وبورغو ودونغا، وكذلك بين اليروبا (الذين يتبعون المسيحية أيضاً)، والمسيحية المنتشرة في جميع أنحاء جنوب ووسط بنين وأوتاماري في أتاكورا. لا يزال الكثيرون مع ذلك يعتقدون بالفودو والأوريشا وأدرجوا ذلك في المسيحية. تبرز الجماعة الأحمدية وهي طائفة نشئت في القرن التاسع عشر في أقلية كبيرة.

### الرياضة
كرة القدم هي الرياضة الأكثر شعبية في بنين. شارك المنتخب البنيني 4 مرات في كأس الأمم الأفريقية سنوات 2004 و 2008 و 2010 و 2019. على مستوى الدوري المحلي يبقى نادي اف سي دراغونز أوميه الأكثر فوزا بالدوري المحلي برصيد 12 بطولة لكنه حاليا في مركز متأخر في الدوري البنيني. بنين حالياً في المركز 69 حسب تصنيف شهر أيلول 2010.